# Symphlebia favillacea
Symphlebia favillacea là một loài bướm đêm thuộc phân họ Arctiinae, họ Erebidae.